# Tokyo Game Show

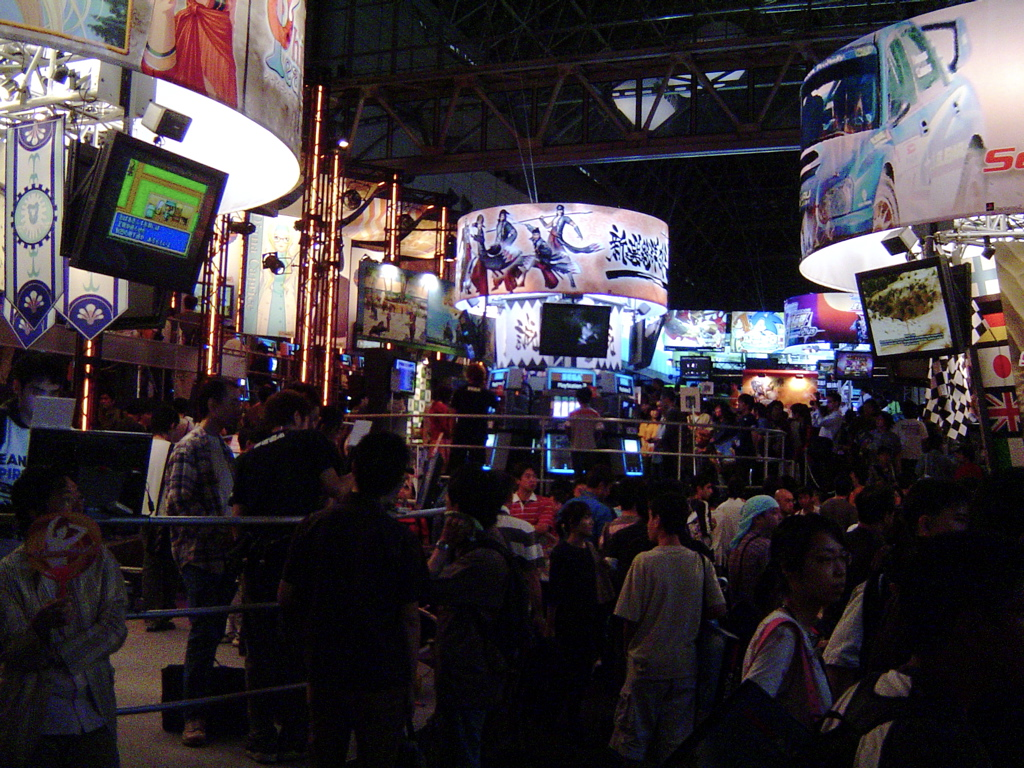
Sega booth, Tokyo Game Show 2004

A Tokyo Game Show (東京ゲームショウ, Tōkyō Gēmu Shō), ou simplesmente TGS, é uma convenção ou feira de jogos eletrônicos que acontece desde 1996 em Chiba, no Japão. Ela conta normalmente com grandes empresas do ramo de videogames que desejam mostrar à imprensa e ao público os seus produtos, já que, ao contrário da E3, a Tokyo Game Show é aberta para a visitação de pessoas nos últimos dias de sua realização.

## História
A primeira Tokyo Game Show aconteceu no ano de 1996, sendo realizada duas vezes por ano (uma na primavera e outra no outono japoneses). Em 2002, a feira passou a ser realizada anualmente, formato em que ocorre até hoje.

## Eventos

### 2004
A Tokyo Game Show 2004 foi realizada de 24 de Setembro de 2004 a 26 de Setembro de 2004.

### 2005
A Tokyo Game Show 2005 aconteceu de 16 de Setembro até 18 de Setembro de 2005. Grandes empresas como Microsoft, Sony e até a Nintendo, que não costumava participar, estiveram presentes na convenção de 2005.

### 2006
A feira ocorreu entre 22 de Setembro e 24 de Setembro de 2006. Em torno de 143 empresas ocuparam 1,710 estandes, fazendo dessa a maior Tokyo Game Show realizada até a data.

### 2007
Square Enix, Sony e Microsoft foram as principais empresas que anunciaram novos produtos na Tokyo Game Show 2007, que ocorreu de 20 de Setembro até 23 de Setembro de 
2007.

### 2008
A Tokyo Game Show 2008 é esperada para ser realizada do dia 9 de Outubro ao dia 12 de Outubro de 2008. Os dois primeiros dias serão exclusivos da imprensa, enquanto que os dois últimos serão abertos para o público em geral.

### 2009
Tokyo Game Show 2009, foi realizada no Makuhari Messe (Centro de Conveções de Tokyo) em Mihama na cidade de Chiba, no perído de 24 a 27 de setembro de 2009. 
O Tema usado na edição Tokyo game show 2009 foi "Jogos, são tão energéticos". A escolha do título foi uma forma encontrada pelos organizadores de por mais otimismo no mundo e amenizar os efeitos da crise econômica mundial.      